# Marshall (Texas)

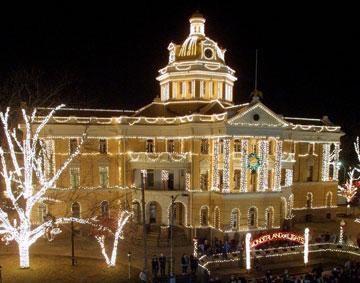
Courthouse

De plaats Marshall ligt in het oosten van Texas (Verenigde Staten), en is de hoofdstad van Harrison County. Marshall heeft 23.935 inwoners (anno 2000). De stad werd gevestigd in 1841 in de toenmalige Republiek van Texas.

## Plaatsen in de nabije omgeving
De onderstaande figuur toont nabijgelegen plaatsen in een straal van 28 km rond Marshall.

## Bekende inwoners van Marshall
- Johnny Moss (1907-1995), pokerspeler
- Susan Howard (1944), actrice
- George Foreman (1949-2025), bokser